# Cambridge House

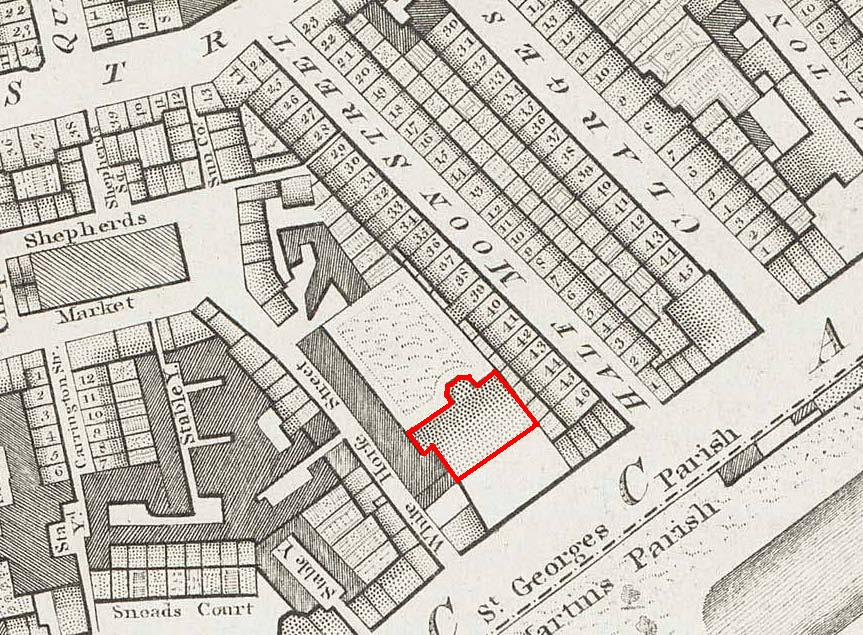
Position de Cambridge House, indiquée sur une carte de Londres de 1799

Cambridge House est une ancienne maison de ville classée Grade I située dans le centre de Londres, en Angleterre. Elle se trouve du côté nord de Piccadilly au numéro 94, dans le quartier de Mayfair. Depuis 2021, la propriété est en cours de transformation en un hôtel de luxe et sept résidences .
Le nom actuel de la maison vient de l'un de ses anciens propriétaires, Adolphe de Cambridge (1774-1850), le septième fils du roi George III, mais elle est à l'origine connue sous le nom d'Egremont House, puis de Cholmondeley House. De 1865 à 1999 environ, c'est le siège du Naval and Military Club et est familièrement connu sous le nom de In and Out Club, en raison de son sens unique en calèche bien indiqué.

## Histoire ancienne
La maison, située dans la paroisse à la mode de St George's, Hanover Square, Westminster, est construite en 1756-1761 par Charles Wyndham (2e comte d'Egremont) (1710-1763), d'Orchard Wyndham à Somerset et de Petworth House dans le Sussex, secrétaire d'État pour le département du Sud de 1761 à 1763, et est donc d'abord connue sous le nom d'Egremont House. Le bâtiment est de style palladien tardif, selon la conception de l'architecte Matthew Brettingham. Il a trois étages principaux plus un sous-sol et des greniers, et est large de sept travées. Comme il est d'usage dans un manoir londonien de l'époque, le premier étage (piano nobile, « deuxième étage » en anglais américain) est l'étage principal, contenant un circuit de pièces de réception. Cet étage a les plafonds les plus hauts et son statut est souligné à l'extérieur par une fenêtre vénitienne au centre.
La maison change plusieurs fois de mains. Pendant plusieurs années dans les années 1820, elle est occupée par George Cholmondeley (1er marquis de Cholmondeley), et est connue sous le nom de Cholmondeley House. De 1829 à 1850, c'est la résidence londonienne du prince Adolphus, duc de Cambridge (1774–1850), et devient connue sous le nom de Cambridge House. En raison de son statut royal, ce nom persiste. Alors que la reine Victoria quitte la maison après avoir rendu visite à son oncle mourant Adolphus, Robert Pate la frappe à la tête avec sa canne.
Après la mort du duc en 1850, la maison est achetée par Henry Temple, 3e vicomte Palmerston, qui est Premier ministre du Royaume-Uni pendant la majeure partie de la décennie entre 1855 et 1865. C'est sa maison de ville à Londres et le site de nombreux rassemblements sociaux et politiques splendides. Après la mort de Palmerston en 1865 à Brocket Hall dans le Hertfordshire, son corps est transporté à Cambridge House, d'où son cortège funèbre part pour l'Abbaye de Westminster .
Plus tard cette année-là, Cambridge House est vendue au Naval and Military Club, qui est devenu trop grand pour son ancien siège. Le club est connu sous le nom de "In and Out", en raison des panneaux de signalisation proéminents sur ses portes d'entrée et de sortie. TE Lawrence et Ian Fleming en ont été membres .

## Histoire récente
En 1999, le Naval and Military Club déménage dans de nouveaux locaux, après avoir vendu Cambridge House en 1996 à l'entrepreneur Simon Halabi pour 50 millions de livres sterling . Halabi prévoyait de convertir la propriété en un club et un hôtel privés, dans le cadre de son projet Mentmore Towers, et de construire une piscine et des courts de squash sous le parvis de la maison. Cependant, le bâtiment reste vacant après 1999 et il se dégrade . Le plâtre tombait du plafond dans les pièces du premier étage et de nombreux planchers avaient été arrachés. En 2009, les entreprises d'Halabi font faillite.
En juin 2010, Cambridge House et ses bâtiments attenants, 90–93 Piccadilly (et 42 Half Moon Street), 95 Piccadilly (l'ancien American Club) et 12 White Horse Street (la partie arrière étant un terrain vacant), ainsi que 96– 100 Piccadilly (de l'autre côté de White Horse Street), sont tous mis en vente par l'intermédiaire de courtiers immobiliers Jones Lang Lasalle, collectivement appelés le Piccadilly Estate, pour plus de 150 millions de livres sterling. En juin 2011, le site est acquis par David et Simon Reuben pour un montant de 130 millions de livres sterling via leur société d'investissement, Aldersgate . En octobre 2012, des demandes sont soumises pour une rénovation complète en maisons privées (numéros 94 et 95) et en appartements résidentiels (numéros 90 à 93 et 42) .
En avril 2013, David et Simon Reuben reçoivent l'autorisation d'aménager la propriété en une maison unifamiliale de 60 600 pieds carrés. Elle serait probablement devenue la maison la plus chère du Royaume-Uni, estimée à environ 250 millions de livres sterling après rénovation. Selon Bloomberg News, "la demande de planification pour le numéro 94 a été approuvée après que les deux investisseurs ont proposé de contribuer 3,85 millions de livres sterling à la construction de logements abordables dans l'arrondissement".
Cependant, ce plan de développement a ensuite changé et un nouveau plan est conçu pour convertir la propriété en "Cambridge House Hotel and Residences", avec un hôtel cinq étoiles et sept résidences avec services .